# Lebiażje (rejon lebiażjewski)
Lebiażje (ros. Лебяжье) – osiedle typu miejskiego w Rosji, w obwodzie kurgańskim, ośrodek administracyjny rejonu lebiażjewskiego. W 2010 liczyło 6452 mieszkańców.